# Athipattu
Athipattu es una ciudad censal situada en el distrito de Tiruvallur en el estado de Tamil Nadu (India). Su población es de 11034 habitantes (2011). Se encuentra a 51 km de Tiruvallur y a 23 km de Chennai.

## Demografía
Según el censo de 2011 la población de Athipattu era de 11034 habitantes, de los cuales 5623 eran hombres y 5411 eran mujeres. Athipattu tiene una tasa media de alfabetización del 83,92%, superior a la media estatal del 80,09%: la alfabetización masculina es del 90,05%, y la alfabetización femenina del 77,64%.